# James Gordon (kongressledamot)
James Gordon, född 31 oktober 1739 i Killead, grevskapet Antrim, död 17 januari 1810 i Ballston Spa, New York, var en irländsk-amerikansk politiker. Han var ledamot av USA:s representanthus 1791-1795.
Gordon utvandrade 1758 till USA och han bosatte sig i Schenectady. Han deltog som överstelöjtnant i amerikanska revolutionskriget och tillbringade en tid som krigsfånge. Efter frigivningen bodde han i Albany, New York och senare i Ballston Spa.
Gordon blev invald i representanthuset i kongressvalet 1790. Han omvaldes två år senare.
Gordons grav finns på Briggs Cemetery i Ballston Spa.